# Argyrodes rostratus
Argyrodes rostratus е вид паяк от семейство Theridiidae. Видът не е застрашен от изчезване.

## Разпространение
Разпространен е в Сейшели.

## Описание
Популацията на вида е стабилна.